# Ескадрон
Ескадрон или коњички ескадрон представља основну формацијску и тактичку јединицу у коњици. Састоји се од 2-4 коњичка вода.
Најпре се јавља у XVI веку као квадратни борбени поредак коњице. Средином XIX века коњички ескадрон бројао је 120-150 коњаника и био је у саставу коњичког пука или коњичког дивизиона. У Првом светском рату коњаници добијају аутоматско оружје, а касније долази до формирања специјализованих коњичких ескадрона (стрељачки, митраљески, технички, понтонирски, за везу). Коњица је одиграла значајну улогу и у Другом светском рату, посебно у склопу совјетске Црвене армије у борбама на источном фронту. У Народноослободилачком рату су још 1941. године оформљена два коњичка ескадрона (код Чачанског и Ужичког партизанског одреда) која су већином обављала курирске и патролне задатке. Ове и још неке мање коњичке јединице 1944. године ушле су у састав Прве македонске коњичке бригаде. Након рата долази до њеног постепеног укидања у већини армија света.
Коњичке јединице које и данас постоје користе се у највећој мери у церемонијалне сврхе, као почасна гарда и у циљу евоцирања успомена на славне коњичке јединице из прошлости одређених земаља.